# SKA Sankt Petersborg
Hokkejnyj Klub Sportivnyj Klub Armii (HK SKA), russisk: Хоккейный Клуб Спортивный Клуб Армии (ХК СКА), internationalt ofte omtalt som SKA Sankt Petersborg, er en professionel russisk ishockeyklub, der spiller i den Kontinentale Hockey-Liga. Klubben blev stiftet i 1946 og har hjemmebane i Ispaladset i Sankt Petersborg.
SKA sikrede sig sin første store titel i 2015, da holdet vandt Gagarin-pokalen efter finalesejr på 4-1 i kampe over Ak Bars Kazan.
I sæsonen 2011-12 havde klubben i grundspillet et tilskuergennemsnit på 10.126 tilskuere pr. kamp og blev dermed den første russiske ishockeyklub nogensinde med et femcifret tilskuergennemsnit.
Den 11. februar 2024 spillede SKA Sankt Petersborg sin første officielle kamp i den nyopførte SKA Arena, hvor 21.481 tilskuere overværede KHL-kampen mod HK Sotji. SKA Arena blev beskadiget af en brand, der brød ud den 9. juni 2024. På grund af skaderne spillede SKA Sankt Petersborg sine første kampe i KHL-sæsonen 2024-25 i Sankt Petersborg Ispalads men vendte tilbage til SKA Arena i december 2024. Som følge af udfordringer med offentlig transport for tilskuere til SKA Arena, der skyldtes, at den nærmeste metrostation, Park Pobedy, var lukket pga. renovering, valgte SKA at flytte sin hjemmebane tilbage til Sankt Petersborg Ispalads, hvor holdet spillede indtil 2023 og i en del af den foregående sæson.

## Historie
Klubben blev stiftet i 1946 og deltog i første sæson af det sovjetiske mesterskab. Dens oprindelige navn var Kirov LDO (Kirov Leningrad Officerers Klub). Det blev i 1953 ændret til ODO (Distrikt Officerers Klub), i 1957 til SKVO (Militærdistriktets Sportsklub) og endelig i 1959 til Sportivnyj Klub Armii (SKA) (Hærens sportsklub). I Sovjet-tiden hørte SKA (ligesom CSKA Moskva) til forsvarsministeriets sportsklubsystem og bestod af officerer fra Leningrad Militærdistrikt.
Efter at være sluttet på sidstepladsen i det første sovjetiske mesterskab, trak klubben sig fra den følgende sæson af mesterskabet og blev degraderet til mesterskabets næstbedste niveau i 1948. Klubben vendte i 1950 tilbage til den bedste række, hvor den i sæsonen 1950-51 opnåede en sjetteplads, og den forblev i den bedste række helt frem til 1991.
Klubben var to gange i finalen i den sovjetiske pokalturnering men tabte begge finaler – i 1968 til CSKA Moskva (1-7) og i 1971 til Spartak Moskva (1-5). I sæsonerne 1970-71 og 1986-87 opnåede holdet dets bedste placeringer i det sovjetiske mesterskab, idet begge sæsoner endte med bronzemedaljer om halsen på klubbens spillere.
Efter en sæson på næstbedste niveau af det sovjetiske mesterskab i 1991-92 (det første og eneste SNG-mesterskab), gik SKA med i den Internationale Hockey-Liga, der blev grundlagt af de bedste ishockeyhold i det tidligere Sovjetunionen. Efter at være sluttet på 13.-pladsen i grundspillet i sæsonen 1993-94 spillede SKA sig frem til semifinalerne i slutspillet, hvor holdet imidlertid tabte til de senere vindere fra Lada Toljatti. Klubben havde mindre succes i Ruslands Superliga, der i 1996 erstattede IHL som den bedste russiske liga, og hvor den som bedste resultat blev slået ud i slutspillets første runde.
Oprettelsen af KHL i 2008 markerede begyndelsen på en ny æra for klubben. HK SKA spillede sig i sæsonen 2011-12 for første gang frem til konferencefinalen, og i sæsonen 2012-13 vandt holdet Kontinental-pokalen som det bedste hold i grundspillet. I april 2015 opnåede holdet den største triumf i klubbens historie, da den vandt Gagarin-pokalen ved at besejre Ak Bars Kazan med 4-1 i kampe i finalen.

## Titler

### KHL
- Gagarin-pokalen (2 titler): 2015, 2017.
- Kontinental-pokalen (1 titel): 2013.
- Vest-konferencen (1 titel): 2015.
- Bobrov-divisionen (4 titler): 2010, 2012, 2013, 2014.

### Internationale titler
- Spengler Cup (4 titler): 1970, 1971, 1977, 2010.

## Trænere
- Gennadij Dmitrijev (1946-1947)
- A. Semenov (1950-1951)
- Beljaj Bekjasjev (1951-1952)
- Georgij Lasin (1952-1953)
- Anatolij Viktorov (1953-1957)
- Jevgenij Voronin (1957-1958)
- Aleksandr Komarov (1958-1962)
- Jevgenij Babitj (1962-1963)
- Nikolaj Putjkov (1963-1973)
- Venjamin Aleksandrov (1973-1974)
- Nikolaj Putjkov (1974-1977)
- Oleg Sivkov (1977-1978)
- Nikolaj Putjkov (1978)
- Valerij Sjilov (1978-1979)
- Igor Romisjevskij (1979-1981)
- Boris Mikhailov (1981-1984)
- Valerij Sjilov (1984-1989)
- Gennadij Tsygankov (1989-1990)
- Igor Sjurkov (1990-1992)
- Boris Mikhailov (1992-1998)
- Nikolaj Maslov (1998-1999)
- Aleksandr Zjukov (1999)
- Rafael Isjmatov (1999-2002)
- Nikolaj Putjkov (2002)
- Boris Mikhailov (2002-2005)
- Nikolai Solovjev (2005-2006)
- Sergej Tjerkas (2006)
- Boris Mikhailov (2006)
- Jurij Leonov (2006-2007)
- Barry Smith (2007-10)
- Ivan Zanatta (2010)
- Václav Sýkora (2010-2011)
- Miloš Říha (2011-2012)
- Mikhail Kravets (2012)
- Jukka Jalonen (2012-2014)
- Vjatjeslav Bykov (2014-2015)
- Andrej Nazarov (2015-2015)
- Sergej Zubov (2015-2016)
- Oleg Znarok (2016-2018)
- Ilja Vorobjov (2018-2019)
- Aleksej Kudasjov (2019-2020)
- Valerij Bragin (siden 2020)